# 레베딘 전투
레베딘 전투에 관한 내용이다.
2022년 러시아의 우크라이나 침공 당시 수미주의 레베딘시 주변에서 일련의 충돌이 시작되었다.

## 타임라인

### 2월 26~27일
2월 26일 저녁, 우크라이나군은 도시 외곽에서 러시아군을 저지했다. 우크라이나인들은 일부 사상자를 낸 것으로 알려졌다. 22:45에 카미아네에서 전투가 시작되었다. 2월 27일 아침, 군인 5명이 레베딘 병원으로 이송되었다. 그들 대부분은 레베딘의 바티우텐코 거리 근처에서 부상을 입었다. 지역 응급처치 및 재난의료 센터에 따르면 부상당한 민간인은 도착하지 않았다. 2월 27일 밤, 우크라이나 군인 한 명이 레베딘 근처에서 전투를 벌이다 사망한 것으로 알려졌다.

### 3월 2~3일
3월 3일 오후, 제93 기계화 여단은 우크라이나 포병이 모스코브스키 보브리크 마을 근처의 러시아 종대를 파괴했다고 발표했다. 주민들에 따르면 러시아인들은 마을에 머무는 동안 지역 상점을 약탈하고 마을 이장의 차를 불태웠다고 한다. 또한 3월 3일, 러시아군은 수미주 전역에 대규모 포격을 가하는 가운데 레베딘을 포격했다.

### 3월 4~7일
레베딘은 3월 4일과 5일 동안 전기가 완전히 차단되었다. 3월 5일 오전 7시, 러시아군이 도시에 포격을 시작하자 민간인들은 레베딘에서 공습 경보를 들었다. 폭발로 인해 다층 건물의 창문이 날아갔다. 포격은 하루 종일 계속되었다. 전기 변전소, 레베딘 빵집, 주유소가 러시아 포격으로 파괴되었다.
3월 5일 저녁, 러시아군은 자동차를 타고 시골을 지나던 민간인을 체포한 것으로 알려졌다. 드미트로 지비츠키(Dmytro Zhyvytskyi) 군사행정국장은 "러시아군이 평화로운 우크라이나인들의 차량을 강탈하고 때때로 총격을 가하기 때문에 사람들은 현재 레베딘, 수미, 오흐티르카, 트로스티아네츠를 떠날 수 없다"고 말했다.